# Geoglossum berteroi
Geoglossum berteroi är en svampart som först beskrevs av Jean François Montagne, och fick sitt nu gällande namn av Colenso 1887. Geoglossum berteroi ingår i släktet Geoglossum och familjen Geoglossaceae.   Inga underarter finns listade i Catalogue of Life.